# Aloys Wagner
Franz Aloys Wagner (* 18. April 1771 in Jagstzell in der Fürstpropstei Ellwangen; † 2. Juni 1837 in Ellwangen; auch Franz Alois Wagner) war ein deutscher katholischer Geistlicher.

## Leben
Aloys Wagner studierte an der Universität Dillingen Theologie und hörte Vorlesungen bei Johann Michael Sailer, Joseph von Weber und Patritius Benedikt Zimmer.
Am 4. Februar 1794 erfolgte seine Priesterweihe in Würzburg und er verrichtete in den folgenden zwei Jahren Kaplansdienste.
1796 kam er als Lehrer an das Gymnasium Ellwangen (heute: Peutinger-Gymnasium Ellwangen), wurde aber bereits zwei Jahre später, am 20. Januar 1798, Pfarrer in der Gemeinde Stimpfach. Am 18. Juni 1806 erhielt er, unter Beibehaltung seiner Stelle, die Ernennung zum Dekan des Landkapitels Bühlertann; hiermit verbunden war seit dem 3. März 1809 die Schulaufsicht als Distriktschulinspektor für Crailsheim, Dinkelsbühl und Feuchtwangen.
Am 22. Oktober 1816 wurde Aloys Wagner zum Generalvikar Neuwürttembergs und Regens des Priesterseminars Ellwangen ernannt und bald darauf 1817 als Dekan nach Rottenburg versetzt, hierbei wurde er auf Betreiben des Ministers Karl August von Wangenheim durch den Geistlichen Rat Benedikt Maria von Werkmeister in Stuttgart von der Leitung des Priesterseminars entbunden, weil er ein Anhänger der Sailerschen Richtung war. Als 1828 das Bistum in Ellwangen errichtet wurde, erhielt er die Domkapitularwürde.
Er folgte seinem Bruder Josef (1764–1816) sowohl als Professor am Ellwanger Gymnasium, als auch als Pfarrer in Stimpfbach sowie als Generalvikar. Sein anderer Bruder Anton († 1828) war ebenfalls Professor am Gymnasium Ellwangen.

## Schriften (Auswahl)
- Heinrich Sautier, Johann Andreas Satron, Aloys Wagner: Die Philanthropen von Freyburg; oder die Stifter und Wohlthäter der Hauptstadt Freyburg im Breisgau, und der Albertinischen Hohenschule Sammt einem Grundrisse der Freyburger Chronik, und einem Titelkupfer: die Stifter-Insel. Felner, Freiburg im Breisgau 1798.
- Die Geschichte des Schulhausbaus zu Stümpfach.
- Gedanken und Empfindungen eines Seelsorgers nach einer überstandenen Krankheit.
- Aus dem Archiv der Seelensorge, der trübsinnige Greis.
- Der Flurgang zu Stümpfach.
- Das Erntefest in Preußen.
- Zwei Predigten beim vor- und nachmittägigen Gottesdienst am Erntefest.
- Die Pastoralblätter gewidmet dem königlich-baierischem geistlichen Rath und Professor Sailer.
- Eine Predigt am Dank- und Erntefeste zu Stümpfach.
- Die Sittengerichte im Landkapitel St. im Königreich Würtemberg.
- Pfarr- und Kirchenvisitation im Königreich Würtemberg.
- Ein Paar Worte über die uralte Kirchenordnung des Hochstifts Würzburg.
- Das Schulfest zu Bühlertann.
- Das Jubelfest zu Steinbach im Landkapitel Bühlertann.
- Die Jubelfeier zu Steindach, eine Predigt. Gmünd 1811.

Zusätzlich verfasste er Rezensionen in der Literaturzeitung für katholische Religionslehrer und einen weitläufigen Aufsatz im Völterischen Schuljournal unter dem Titel: Plan und Einrichtung des Privat-Schullehrerinstituts zu J. nebst der Beschreibung der ersten feierlichen Prüfung.
Er erstellte auch einige Aufsätze in der National-Chronik der Deutschen:
- Ueber den neuesten Zustand des Fürstenthums Ansbach im Jahre 1807.
- Dem Verdienste Seine Krone! 1803.
- Urtheile eines deutschen Theologen über die neuesten Erscheinungen in der politischen Welt im Jahr 1804.
- Ueber die kurze Dauer der modernen Republiken.
- Die neue Lehranstalt zu Dilingen, nebst einer Rezension des Weberischen Programms.
- Aus dem Schreiben eines Reisenden. Kupferzell.
- Rublik in die deutsche Vorzeit. 1805.
- Ueber die jetzige Lage der deutschen katholischen Kirche im Jahr 1805 im Monat Dezember. Zwey Schreiben von 2 Geistlichen dieser Konfession von ungleichen Gesinnungen.